# Hedwig Bleibtreu
Hedwig Bleibtreu (née le 23 décembre 1868 à Linz ; morte le 24 janvier 1958 à Vienne) est une actrice autrichienne.

## Biographie
Hedwig Bleibtreu est une actrice de théâtre qui joua, entre autres, au Theater in der Josefstadt, au Theater an der Wien puis au Berliner Theater.
Hedwig Bleibtreu aurait donné des cours de théâtre à Helene Thimig.
Moritz Bleibtreu est son arrière-petit-neveu.

## Filmographie partielle
- 1931 : Danseuses pour Buenos Aires (Tänzerinnen für Süd-Amerika gesucht) de Jaap Speyer
- 1932 : Scampolo, ein Kind der Straße d'Hans Steinhoff
- 1940 : L'Épreuve du temps d'Eduard von Borsody
- 1949 : Le Troisième Homme de Carol Reed